# Escondite de Osama bin Laden
El escondite de Osama Bin Laden, conocido en su barrio local como el Waziristán Haveli, fue la casa de seguridad donde se escondía Osama bin Laden cuando fue abatido el 2 de mayo de 2011. El edificio se ubica aproximadamente 1,3 km al sudoeste de la Academia Militar de Pakistán, en Bilal Town, en las afueras de la ciudad de Abbottabad (Pakistán). Muchos militares retirados tienen sus residencias en las afueras de Bilal Town.

## Historia

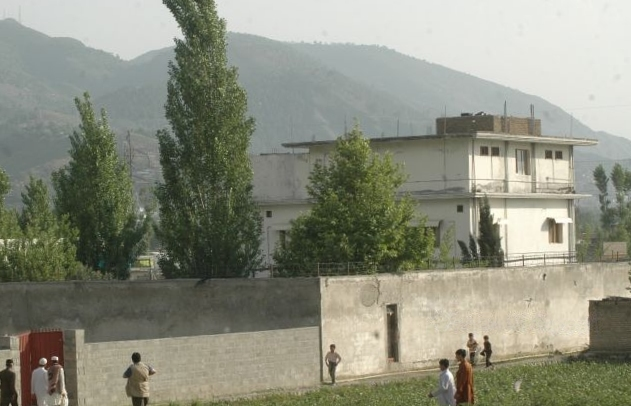
Base en la que fue encontrado Osama bin Laden en la localidad pakistaní de Abbottabad.

### Zona antes de la construcción
La agencia de noticias Gulf News informó que esta mansión se usaba anteriormente como casa de seguridad del ISI (Inter-Services Intelligence), pero ya no se usaba con aquella intención. Inter-Services Intelligence admitió que la casa había sido asaltada en 2003 durante su construcción porque se sospechaba que Abu Faraj al-Libbi vivía allí. El periódico The Globe and Mail informó que la policía local ha dicho que el dueño de la casa era el Hizbul Mujahideen, un grupo militar apoyado por ISI que luchaba con las fuerzas armadas de India en Cachemira.

### Descripción
Construida en 2005, la mansión de tres plantas está localizada en una calle no pavimentada aproximadamente 4,0 km al noreste del centro de la ciudad de Abbottabad. Aunque funcionarios estadounidenses tasaron la casa en 1 millón de dólares estadounidenses, agentes inmobiliarios de la zona cercana han dicho que la propiedad tiene un valor de alrededor de 250.000 dólares.
En un terreno más grande de las casas vecinas, está rodeada de muros de hormigón de entre 3,7 y 5,5 m de altura con alambre de púas por encima. Aparte de su tamaño no se distingue mucho de las otras casas del barrio. La casa no está conectada a Internet ni a ningún servicio telefónico. Se buscaron cámaras de vigilancia por dentro y se han observado varias antenas parabólicas por fotografía aérea. El terreno tiene dos puertas de entrada y el balcón del tercer piso de la casa tiene un muro de privacidad de 2,1 m de altura con pocas ventanas, la cual es suficientemente alta para ocultar al cuerpo de Bin Laden. La superficie del terreno mide 278 metros cuadrados.
La mansión fue conocida como el Waziristan Haveli por los vecinos del barrio local y se pensaba que el dueño era transportador de Waziristán. Bin Laden había pasado tiempo en la zona de Waziristán en Pakistán.

## Arquitectura

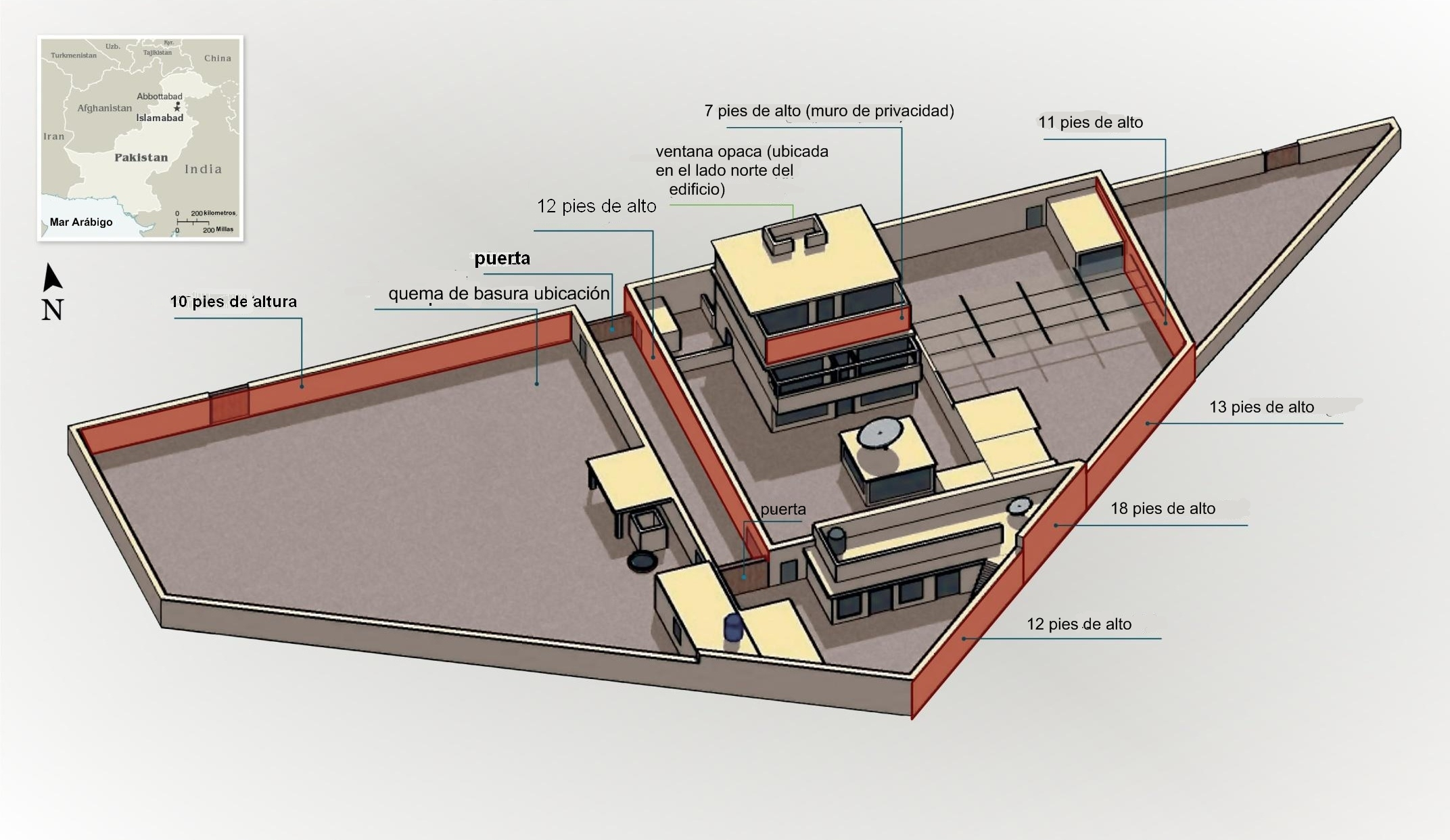
Plano del escondite de Osama Bin Laden.

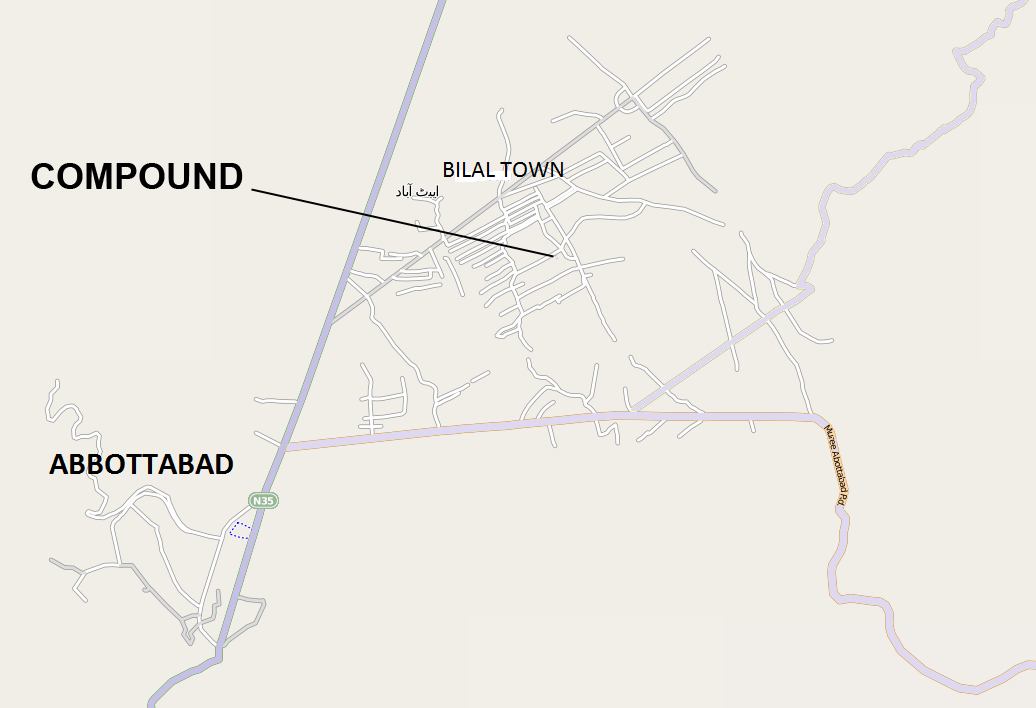
Ubicación del complejo con respecto al centro de Abbottabad.

El diseño del escondite de Bin Laden ha sido llamado “sorprendentemente permanente y sorprendentemente urbano” y “es cierto que se va a unir con la última dirección de Sadam Huseín como uno de los escondites más conocidos de la historia reciente."

### Diseño engañoso
El complejo está fortificado con muchas salvaguardias para confundir a invasores potenciales y por eso los funcionarios estadounidenses han descrito el complejo como extraordinariamente único.

### Fuera de la casa
La tierra del complejo tuvo una zona donde pacían vacas y un búfalo y un pozo de agua que se usaba posiblemente para proporcionar agua al complejo de una fuente separada del municipio local. Había un pequeño jardín al lado norte de la casa que incluía álamos. En el patio se cultivaban repollos, patatas y marihuana.

## Investigaciones por inteligencia estadounidense
Funcionarios de la inteligencia estadounidense descubrieron el paradero de Bin Laden con el seguimiento de uno de sus mensajeros. Se obtuvieron los datos de los detenidos en el campo de detención de Guantánamo a través de torturas. Los detenidos les dieron a los agentes de inteligencia el seudónimo del mensajero y dijeron que era aprendiz de Jálid Sheij Mohámed. En 2007 funcionarios estadounidenses descubrieron el nombre verdadero del mensajero y en 2009 buscaron su ciudad de residencia, Abbottabad (Pakistán). Con el uso de fotografía aérea e informes de inteligencia, la CIA concluyó quiénes eran los habitantes de la mansión. En septiembre la CIA dedujo que “se construyó el complejo específicamente para esconder a una persona de mucha importancia”, y era muy probable que Bin Laden residiese allí. Los funcionarios concluyeron que efectivamente vivía allí con su joven esposa.

### Operación Lanza de Neptuno
Los asaltantes entraron en la mansión neutralizando a la gente presente en la casa, hasta que llegaron al dormitorio donde buscaron a Osama bin Laden y le pegaron un tiro en el pecho y un tiro en la cabeza. Reportajes de BBC News señalaron que murieron también tres hombres; su mensajero, su hermano menor, y uno de sus hijos pero no murió su esposa; se dijo fue herida en el asalto.
Las medidas extraordinarias de seguridad física y operacional sugieren que el diseño del escondite había sido bien planeado. Aparte de la división de la mansión con muros de varias alturas, contaba con un muro colocado en la terraza del tercer piso, que insinuaba que el edificio fue construido a medida.
Con el uso de vigilancia en vehículos aéreos no tripulados, el Centro Nacional Antiterrorista de EE. UU. desarrolló un mapa detallado del complejo de Bin Laden y las formas de vida de los habitantes. Se usó este mapa para construir un modelo del complejo donde preparar a los asaltantes para el ataque.
El director de la CIA Leon Panetta publicó un informe agradeciendo a la Agencia de Seguridad Nacional y la Agencia Nacional de Inteligencia-Geoespacial por sus contribuciones para hacer posible el asalto. El National Journal informó que la NSA averiguó que no había servicios de Internet ni de teléfono en la casa aunque una antena parabólica estaba claramente visible en el tejado de un edificio del complejo. Los residentes quemaban su basura en lugar de dejarla en la calle para los basureros como los vecinos.
Se confiscaron muchas pruebas del complejo, incluyendo 10 teléfonos móviles, entre 5 y 10 computadoras, 12 discos duros, y al menos 100 discos (memoria USB y DVD), notas escritas a mano, documentos, armas y artículos personales. Un equipo especial de la CIA fue reunido para examinar los datos digitales y los documentos sacados del complejo. Las pruebas están almacenadas en el laboratorio de la Oficina Federal de Investigación (FBI) en Quantico, Virginia donde el equipo analizó las pruebas.